# Lipaza żołądkowa
Lipaza żołądkowa – enzym zawierający się w soku żołądkowym, wydzielany przez komórki gruczołowe ściany żołądka. Substratami są tłuszcze w postaci naturalnej emulsji, np. w mleku, śmietanie, jajach, dzięki saponifikacji tłuszczów produktami są diglicerydy, monoglicerydy, glicerol i kwasy tłuszczowe.